# Jeanne Maubourg
Jeanne Maubourg   (Namur, 10 de novembre de 1875 - Montreal, 9 de maig de 1953) fou una cantant (mezzosoprano), actriu i professora belga.

## Biografia
Jeanne Maubourg va rebre les seves primeres nocions musicals del seu pare, Alexis Maubourg, director del "Théâtre des Galeries St-Hubert" de Bèlgica. Va continuar la seva formació a Nancy, després a Alger i finalment a París on va estudiar art dramàtic amb Maurice de Féraudy.
El 1897 va ingressar al Théâtre de la Monnaie de Brussel·les, on va interpretar molts papers, sobretot els de Musette (La Bohème), Hansel i Carmen. A partir del 1900, va fer quatre temporades al Covent Garden de Londres, dirigida després per André Messager, i, el 1909, es va dedicar al Metropolitan Opera de Nova York, on va començar el 31 de desembre(Lola a Cavalleria Rusticana). Va romandre allà fins al 1914, interpretant un gran nombre de papers secundaris. Aquestes funcions inclouen la de Fenícia en l'estrena americà de Gluck l'òpera Armide, el 14 de novembre de 1910, al costat de Enrico Caruso, Olive Fremstad, Louise Homer i Alma Gluck, sota la direcció de Toscanini.
En Març de 1916, ve a Mont-real a cantar l'opereta Gillette de Narbonne. Es va establir a Mont-real cap al 1917 i,10 de gener de 1918, es va casar amb el director Albert Roberval. Va participar en nombroses representacions d'opereta abans d'incorporar-se a la "Canadian Operetta Society" el 1923 i després a les "Lyric Varieties" el 1936, dues comparses amb les quals es va distingir principalment en els papers de composició. També ha impartit classes (al Conservatori de Lassalle i en sessions privades) a (entre d'altres): Sarah Fischer, Pierrette Alarie, Amanda Alarie, Fleurette Beauchamp, Camille Ducharme, Rolande Désormeaux, Honoré Vaillancourt, Guy Mauffette i Estelle Mauffette.
Va ser actriu en una de les primeres pel·lícules del Quebec Le Père Chopin (1945) i molt activa en diverses telenovel·les de ràdio a Montreal. Va ser, entre d'altres, una de les principals estrelles del "cicle Velder" de Robert Choquette als radio romans "La Pension Velder" (1938-1942) i "Métropole" (1943-1956). Va interpretar el paper de Josephine Velder. Durant el 1948, es va casar en segon matrimoni amb Auguste Aramini, un cantant i actor francès establert a Mont-real.

## Honors
A Montreal, l'avinguda Maubourg (a prop del carrer Beaubien est i del bulevard Langelier) va ser nomenada en honor seu el 20 d'abril de 1965.